# Euscirrhopterus fuscus
Euscirrhopterus fuscus là một loài bướm đêm trong họ Noctuidae.